# Froneck (Berg)
Das Froneck ist ein 1849 m ü. A. hoher Berg in der Ankogelgruppe der Zentralalpen im österreichischen Bundesland Salzburg.

## Lage und Umgebung
Das Froneck befindet sich in der Katastralgemeinde Remsach der Gemeinde Bad Gastein. Der Gipfelbereich sowie die südlichen und östlichen Hänge liegen im Landschaftsschutzgebiet Gasteiner-Tal. Zu den Bergen in der Umgebung zählen das 2213 m ü. A. hohe Throneck und der 2323 m ü. A. hohe Kreuzkogel (Döferl) im Nordosten sowie der 2231 m ü. A. hohe Flugkopf im Südosten.
Mit der Froneckrunse 1, der Froneckrunse 2, der Froneckrunse 3, der Runse Poserhöhe und der Weißwandrunse haben mehrere rechtsseitige Nebenbäche des Kötschachbachs ihren Ursprung am Froneck. Nahe dem Gipfel gibt es einen naturnahen Tümpel, dem ein großer ökologischer Wert beigemessen wird. Über die westlichen Hänge verlaufen die Weitwanderwege Arnoweg und Salzburger Almenweg. Im Tal südlich des Fronecks liegt die Rotte Kötschachtal. An den westlichen Ausläufern steht das Alpengasthaus Poserhöhe. Eine Alm am Froneck ist die Reiteralm an den nordwestlichen Hängen.

## Geologie
Nördlich des Gipfels dominieren Quarzit und Arkosegneis, südlich des Gipfels Orthogneis. An den unteren nördlichen Hängen finden sich Calcit- und Dolomit-Marmor. An den unteren südlichen Hängen kommen Glimmerschiefer, Graphitschiefer und Metavulkanit vor, weiter unten Richtung Kötschachtal Granitgneis und Orthogneis.

## Flora
Zu Kötschachtal hin erstreckt sich ein Grauerlen-Hangwald. Am Grat im Nordosten gibt es einen Bestand der Rostblättrigen Alpenrose (Rhododendron ferrugineum).